# Esteban Escudero Torres
Esteban Escudero Torres (ur. 4 lutego 1946 w Walencji, zm. 2 maja 2025) – hiszpański duchowny katolicki, biskup pomocniczy Walencji w latach 2015–2021.

## Życiorys
Studiował filozofię i teologię w seminarium w Walencji. Uzyskał tytuły naukowe: licencjata z teologii na Papieskim Uniwersytecie w Salamance oraz doktora filozofii na Papieskim Uniwersytecie Gregoriańskim.
Święcenia kapłańskie otrzymał 12 stycznia 1975. Był m.in. dyrektorem Archidiecezjalnej Szkoły Pastoralnej w Walencji, dyrektorem miejscowego Instytutu Nauk Religijnych oraz wykładowcą w walenckiej filii Papieskiego Instytutu Jana Pawła II dla Studiów nad Małżeństwem i Rodziną. W 1999 został kanonikiem kapituły katedralnej w Walencji.

### Episkopat
17 listopada 2000 papież Jan Paweł II mianował go biskupem pomocniczym archidiecezji Walencji, ze stolicą tytularną Thala. Sakry biskupiej udzielił mu 13 stycznia 2001 kard. Agustín García-Gasco Vicente.
9 lipca 2010 został biskupem diecezjalnym Palencii. Ingres odbył się 28 sierpnia 2010.
7 maja 2015 został ponownie przeniesiony na urząd biskupa pomocniczego archidiecezji walenckiej ze stolicą tytularną Diano.
1 marca 2021 papież Franciszek przyjął jego rezygnację z pełnionej funkcji.